# Лазарев, Евгений Кузьмич
Евгений Кузьмич Лазарев (1918—1942) — капитан Рабоче-крестьянской Красной Армии, участник боёв на реке Халхин-Гол и Великой Отечественной войны, Герой Советского Союза (1939).

## Биография
Евгений Лазарев родился 25 февраля 1918 года в Самаре. Окончил начальную школу, после чего работал слесарем на заводе, затем вторым помощником механика на пароходе. В сентябре 1938 года Лазарев был призван на службу в Рабоче-крестьянскую Красную Армию.
Участвовал в боях на реке Халхин-Гол, будучи командиром танка 6-й лёгкой танковой бригады 1-й армейской группы. В июле-сентябре 1939 года экипаж Лазарева уничтожил 4 противотанковых орудия, 2 пулемёта, около взвода японских пехотинцев. 22 августа 1939 года, когда был подбит танк комиссара подразделения, Лазарев успешно отбуксировал его из-под вражеского обстрела. Два дня спустя он таким же образом спас танк командира части.
Указом Президиума Верховного Совета СССР от 17 ноября 1939 года за «отвагу и мужество, проявленные в боях с японскими милитаристами» младший командир Евгений Лазарев был удостоен высокого звания Героя Советского Союза с вручением ордена Ленина и медали «Золотая Звезда» за номером 179.
В сентябре 1941 года Лазарев окончил Орловское танковое училище. С июня 1942 года — на фронтах Великой Отечественной войны. 4 декабря 1942 года Лазарев погиб в бою под Сталинградом. Похоронен на хуторе Перелазовский Клетского района Волгоградской области.
Был награждён двумя орденами Ленина.
В честь Лазарева названа улица в Вольске.